# معجزه (فیلم ۱۹۹۱)
«معجزه» (انگلیسی: The Miracle (1991 film)) فیلمی در ژانر درام به کارگردانی نیل جوردن است که در سال ۱۹۹۱ منتشر شد. از بازیگران آن می‌توان به بورلی دی آنجلو اشاره کرد.